# Миколаївка (Миргородський район)
Микола́ївка — село в Україні, Миргородському районі Полтавської області. Населення становить 121 особу. Входить до складу Краснолуцької сільської громади.
Після ліквідації Гадяцького району у липні 2020 року увійшло до Миргородського району.

## Географія
Село Миколаївка розташоване на правому березі річки Суха Грунька, нижче за течією на відстані 1.5 км розташоване село Гречанівка.

## Історія
- 1835 — дата заснування.
- Село постраждало внаслідок геноциду українського народу, проведеного окупаційним урядом СССР 1923—1933 та 1946–1947 роках.
- До 2018 року орган місцевого самоврядування — Гречанівська сільська рада.